# Generalpächter
Generalpächter hießen ursprünglich die Hauptpächter von Zöllen, Monopolen und anderen Steuern, die ihrerseits ihre Rechte meist an Unterpächter übertrugen. Diese Einrichtung wurde aber in Deutschland bereits 1790 aufgehoben. Sie bestand nur in der Domänenverwaltung fort. 
Eine besondere Bedeutung erlangte das System der Steuerverpachtung, die Ferme générale, im Königreich Frankreich vor 1790.